# Гаврил Генов
Гаврил Генов Димитров е деец на българското и международното работническо и комунистическо движение.

## Биография
Гаврил Генов е роден на 1 февруари 1892 г. в с. Живовци, Монтанско. Средно образование
завършва във Врачанската гимназия. Член на БРСДП (т.с.) от 1912 г.
Участва във войните за национално обединение. Завършва ШЗО. Взводен и ротен командир по време на Първата световна война в Двадесет и пети пехотен драгомански полк.
Секретар на Окръжния комитет на БКП във Враца (1920-1923). По време на Септемврийско въстание (1923) ръководи въоръжените действия във Врачанско. Член на главния военно-революционен комитет. След смазването на въстанието емигрира в Югославия.
През 1925-1926 г. е член на Задграничното бюро на ЦК на Българската комунистическа партия. От 1927 г. е в СССР, където работи в Селския интернационал и българската секция на Комунистически интернационал. Редактор е на съчиненията на Владимир Ленин на български език.
Умира на 20 януари 1934 г. в Москва.
Врачанския партизански отряд в Съпротивителното движение през Втората световна война е наименуван „Гаврил Генов“. Село в Северозападна България е наименувано Гаврил Геново.